# Vino passito

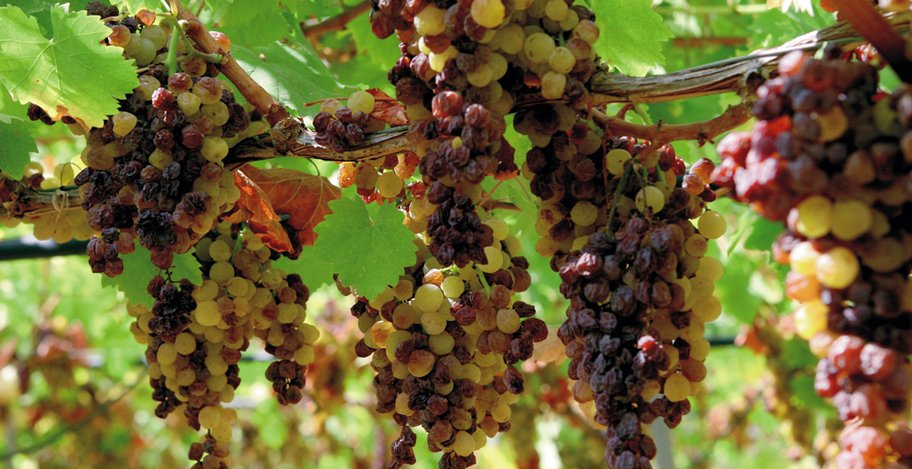
Appassimento in pianta del Moscato di Trani

I vini passiti sono vini ottenuti da uve sottoposte a procedimenti di disidratazione, più o meno avanzata, naturale (direttamente sulla pianta) o forzata (dopo la raccolta). Altra tecnica è quella dei vini "botritizzati" o muffati. Sono ritenuti soprattutto vini da dessert o anche "da meditazione".

## Descrizione

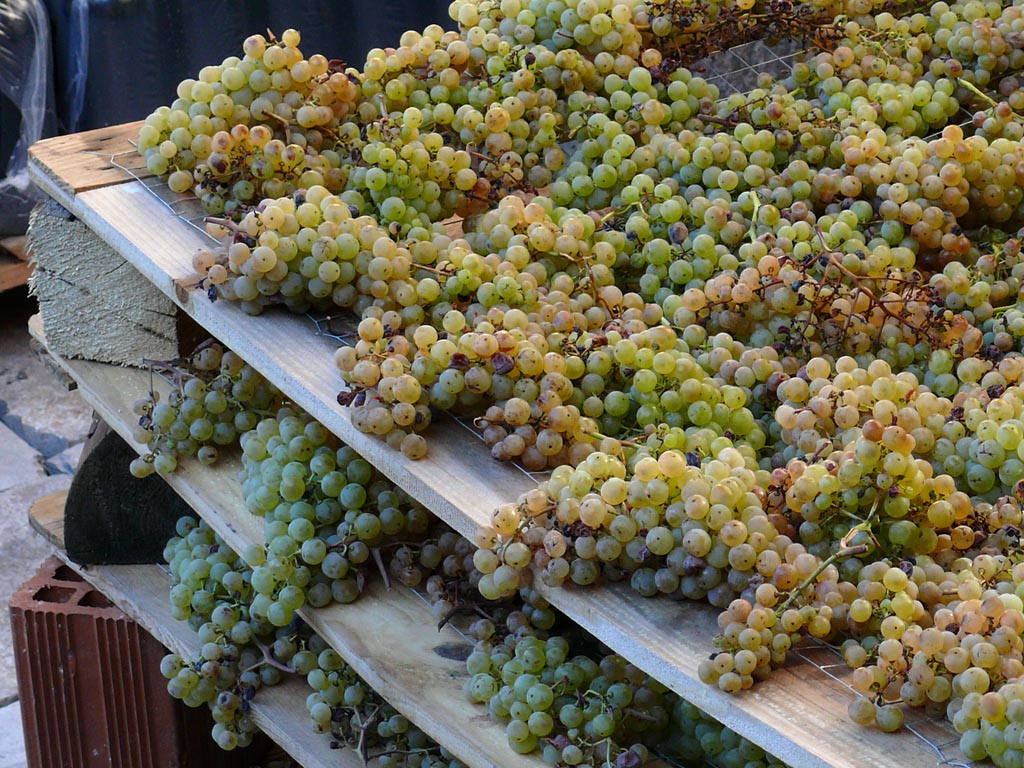
Appassimento dell'uva su graticci

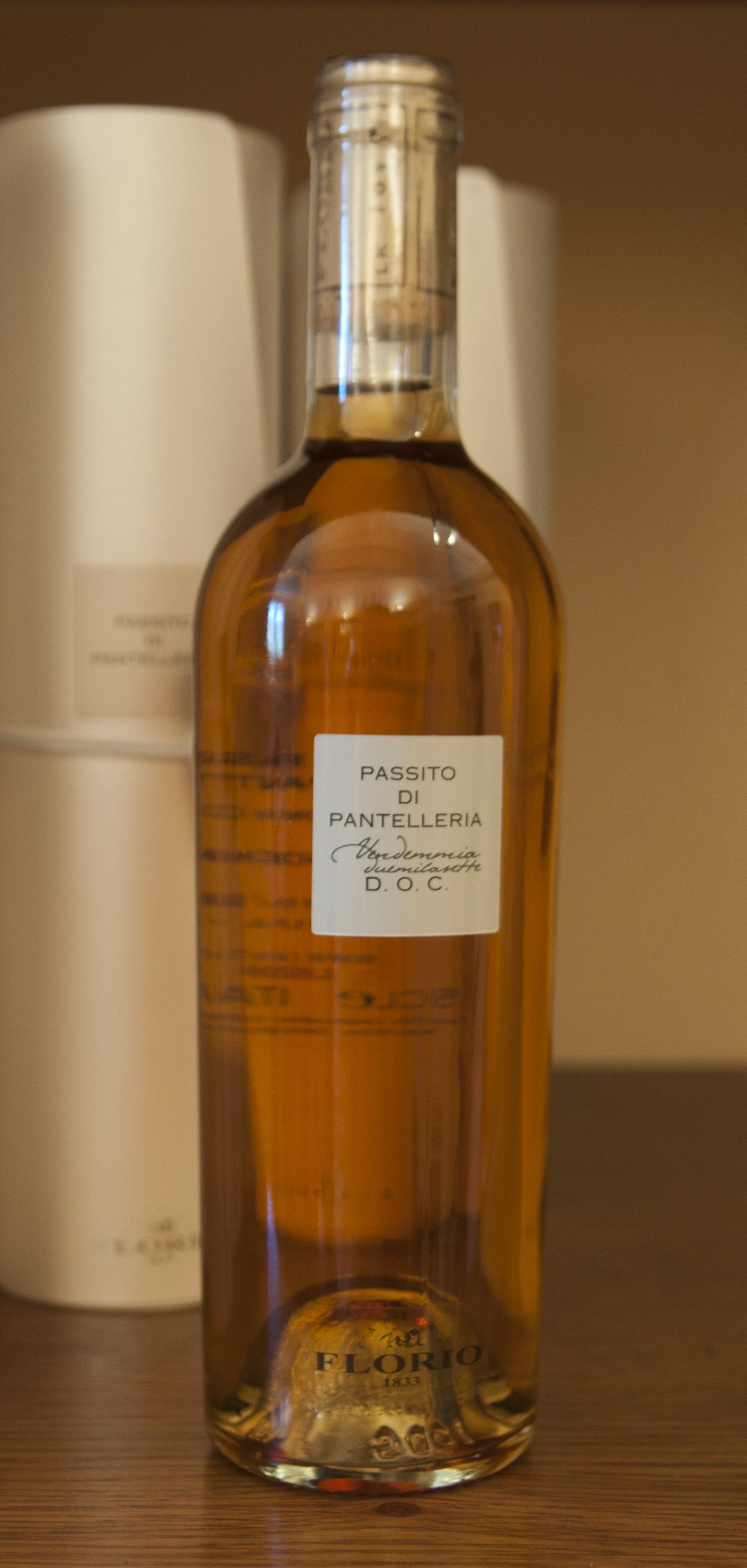
Una bottiglia di Passito di Pantelleria DOC

I passiti vengono a volte erroneamente catalogati tra i vini speciali, ma da un punto di vista normativo sono considerati vini normali, in quanto dopo il processo di vinificazione e prima di essere immessi sul mercato non vengono sottoposti a ulteriori processi tecnologici o all'aggiunta di altri prodotti.
I vini passiti sono prodotti utilizzando le stesse tecniche di vinificazione impiegate per i vini normali, con la sola differenza che le uve, prima di essere vinificate, vengono sottoposte per un periodo di tempo più o meno lungo ad appassimento, cioè a una riduzione o eliminazione dell'acqua (disidratazione) presente nell'acino.
Lo scopo di tale procedimento è quello di sottoporre l'uva a sovramaturazione al fine di concentrare nella bacca numerosi composti, quali: zuccheri, acidi organici, sali minerali e profumi. I vini che si ottengono in seguito a questo processo sono detti "passiti" e sono solitamente caratterizzati da uno spiccato contenuto alcolico e da un residuo zuccherino più o meno elevato.
Esistono anche i passiti liquorosi ovvero vini ottenuti da uve appassite e addizionati da una componente alcolica. Nell'ambito delle denominazioni, il passito liquoroso italiano più famoso è senz'altro la versione liquorosa del Passito di Pantelleria DOC.
Da notare che esiste una differenza (nell'ambito dei vini da sovramaturazione) tra vendemmia tardiva e passito: in termini molto semplici, il primo è un vino "poco" passito, il secondo è il passito classico. Alcuni disciplinari (italiani ed esteri) prevedono la tipologia vendemmia tardiva, altri il passito. 
Inoltre, nonostante quello che si ritiene comunemente (anche se erroneamente) i passiti non sono solo dolci o amabili: esistono anche i passiti secchi. Due esempi italiani illustri: l'Amarone e lo Sfursat. Invece, è vero che la maggior parte dei passiti siano dolci o amabili o abboccati.

### Modalità
L'appassimento può essere effettuato in due maniere:
La prima tecnica lascia appassire gli acini d'uva direttamente sulla pianta, mediante:
- vendemmia tardiva (disidratazione per surmaturazione delle uve, più o meno spinta);
- torsione del peduncolo;
- aggressione degli acini da parte della cosiddetta muffa nobile (botrytis cinerea).

La seconda tecnica lascia appassire i grappoli o gli acini d'uva, dopo essere stati vendemmiati:
- in ambiente aperto su stuoie o graticci, oppure appesi;
- in ambiente chiuso, in appositi locali con particolari condizioni di temperatura e umidità.

Dopo l'appassimento le uve vengono pressate e vinificate (utilizzando di solito il metodo di vinificazione in bianco) ed il periodo di affinamento può durare anche alcuni anni.
Un ulteriore sistema per ottenere i vini passiti è quello della estrazione a freddo, consistente nel lasciare le uve appena raccolte ad alcuni gradi sotto lo zero per una notte e pressarle immediatamente dopo; poiché a temperature appena al di sotto dello zero congelano solo gli acini meno maturi (che contengono più acqua), il mosto che si ottiene sarà ricavato solo da quelli più maturi, quindi più ricchi di zucchero.
Se i vini passiti vengono addizionati con alcol o mosto fermentato danno luogo ai vini passiti liquorosi (riconoscibili anche per l'apposita etichetta che si trova sul collo della bottiglia).

## Varietà
La produzione di vini dolci passiti è molto diffusa in tutto il mondo, ottenuti da uve attaccate da muffa nobile. I più conosciuti sono:
- Il Sauternes francese,
- il Tokaji ungherese,
- i Trockenbeerenauslese tedeschi

### In Italia

#### Piemonte
- Moscato bianco passito di Loazzolo DOC
- Piemonte Moscato passito
- L'Erbaluce di Caluso passito, originario dei dintorni della cittadina di Caluso. Le uve raccolte a metà settembre vengono messe ad appassire su graticci e pigiate nel mese di marzo dell'anno successivo.

#### Liguria
- Lo Sciachetrà delle Cinque Terre

#### Lombardia
- Lo Sforzato di Valtellina (o Sfursat di Valtellina), passito secco da Nebbiolo raccolto manualmente a raggiunta maturazione e lasciate appassire su appositi graticci fino a raggiungere una concentrazione zuccherina tale da ottenere un vino asciutto ma morbido, di circa 15 gradi alcolici e strutturato.
- Moscato di Scanzo DOCG, prodotto con uve autoctone di Moscato di Scanzo, prodotto esclusivamente nella zona collinare del Comune di Scanzorosciate, ciò lo rende la più piccola DOCG di Italia. La vendemmia è tardiva, fine settembre inizio ottobre, e si fa solamente manualmente selezionando i grappoli migliori che poi vengono posizionati ad appassire su graticci.

#### Emilia
- Malvasia

#### Veneto
- L'Amarone della Valpolicella passito secco corposo, con alcool tra i 16 e i 17 gradi. Viene ottenuto da uve autoctone della Valpolicella (provincia di Verona) principalmente di Corvina e Rondinella, vendemmiate manualmente con selezione dei grappoli migliori e posizionate ancora manualmente su "arele veronesi" (graticci di bambù) e/o plateaux di legno per minimo 100 giorni dopo la vendemmia. In questo periodo, analogamente al citato Sauternes, l'uva Corvina può essere attaccata dalla muffa nobile la cui presenza garantisce una maggiore rotondità e "facilità di beva" apportando maggiore glicerina.
- Il Recioto della Valpolicella, a differenza dell'Amarone, è dolce e di "soli" 13,5-14 gradi alcoolici, pur essendo prodotto con lo stesso sistema di appassimento, ma con un tempo di fermentazione più breve che preserva un residuo zuccherino superiore ai 50 g/l (l'Amarone si aggira attorno ai 4-6 g/l). [3] per vini come Amarone e Recioto.
- Il Recioto di Gambellara, vino DOCG ottenuto da uve 100% garganega. Esistono due tipologie, spumante e classico.
- Il Custoza Passito, vino DOC  della provincia di Verona ottenuto da diverse varietà tra cui: Garganega, Trebbiano, Cortese, Trebbianello ecc.

#### Friuli Venezia Giulia
- Picolit del Friuli. La particolarità di questo vitigno sta nel fatto che a causa di un difetto di impollinazione, sui grappoli si sviluppano pochi acini.

#### Toscana
- I vari Vin santi ottenuti da uve lasciate appassire sia in ambiente aperto che chiuso.
- L'Elba Aleatico Passito ottenuto da uve appassite all'aria o in locali adatti per almeno 10.
- Moscadello di Montalcino

#### Umbria
- Montefalco Sagrantino passito, vino DOCG ottenuto con uve Sagrantino
- Muffati orvietani, prodotti con uve cui è presente la muffa nobile

#### Puglia
- Il Moscato di Trani liquoroso, è ottenuto da uve moscato bianco appassite esclusivamente in pianta, raccolte a mano selezionando i grappoli sani e senza muffe (botrytis cinerea) per non compromettere l'identità del vitigno e del territorio.

#### Calabria
- Il Greco di Bianco, ottenuto da uve lasciate appassire su graticci di canne.

#### Sicilia
- Il Passito di Pantelleria, DOC ottenuto dal vitigno ad alberello Zibibbo, e proviene da mosti di uve sottoposte, sulla pianta o dopo la raccolta, ad appassimento al sole. Ha un titolo alcolometrico naturale dell'uva del 32,0%.
- Dal Pantelleria DOC si ottiene una versione addizionata, il Pantelleria Passito liquoroso DOC.
- Erice passito: DOC ottenuto con uve Zibibbo appassite in fruttaio e/o in pianta.
- Erice vendemmia tardiva Zibibbo DOC
- Moscato di Noto passito: DOC ottenuto da uve moscato bianco appassite.
- Malvasia delle Lipari passito: ottenuto con uve Malvasia delle Lipari lasciate appassire naturalmente e imbottigliato dal 1º giugno dell'anno successivo alla vendemmia.
- Siracusa Passito: DOC prodotto con uve moscato bianco

#### Sardegna
- Malvasia di Bosa passito, ottenuto con uve Malvasia di Sardegna.